# Predești
Predești est une commune roumaine située dans le județ de Dolj.